# Chimaphila
Chimaphila is een geslacht uit de heidefamilie (Ericaceae). Het geslacht bestaat uit kleine, groenblijvende, bloeiende planten. De geslachtsnaam bestaat uit de Griekse woorden cheima en philos, waarvan eerstgenoemde "winter" betekent en de laatste "minnaar". De soorten komen voor in de gematigde regio's van het noordelijk halfrond. 

## Soorten

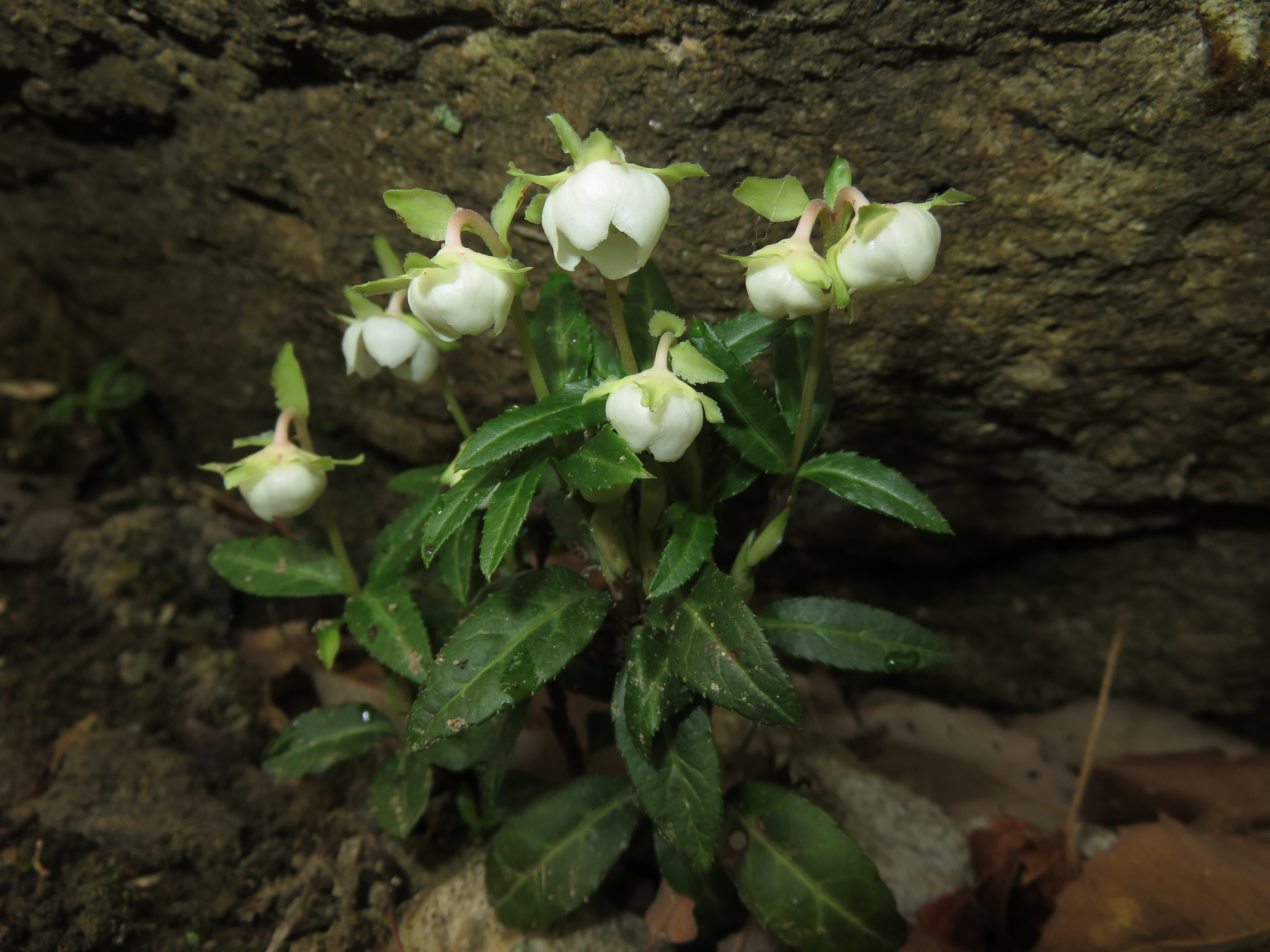
Chimaphila japonica
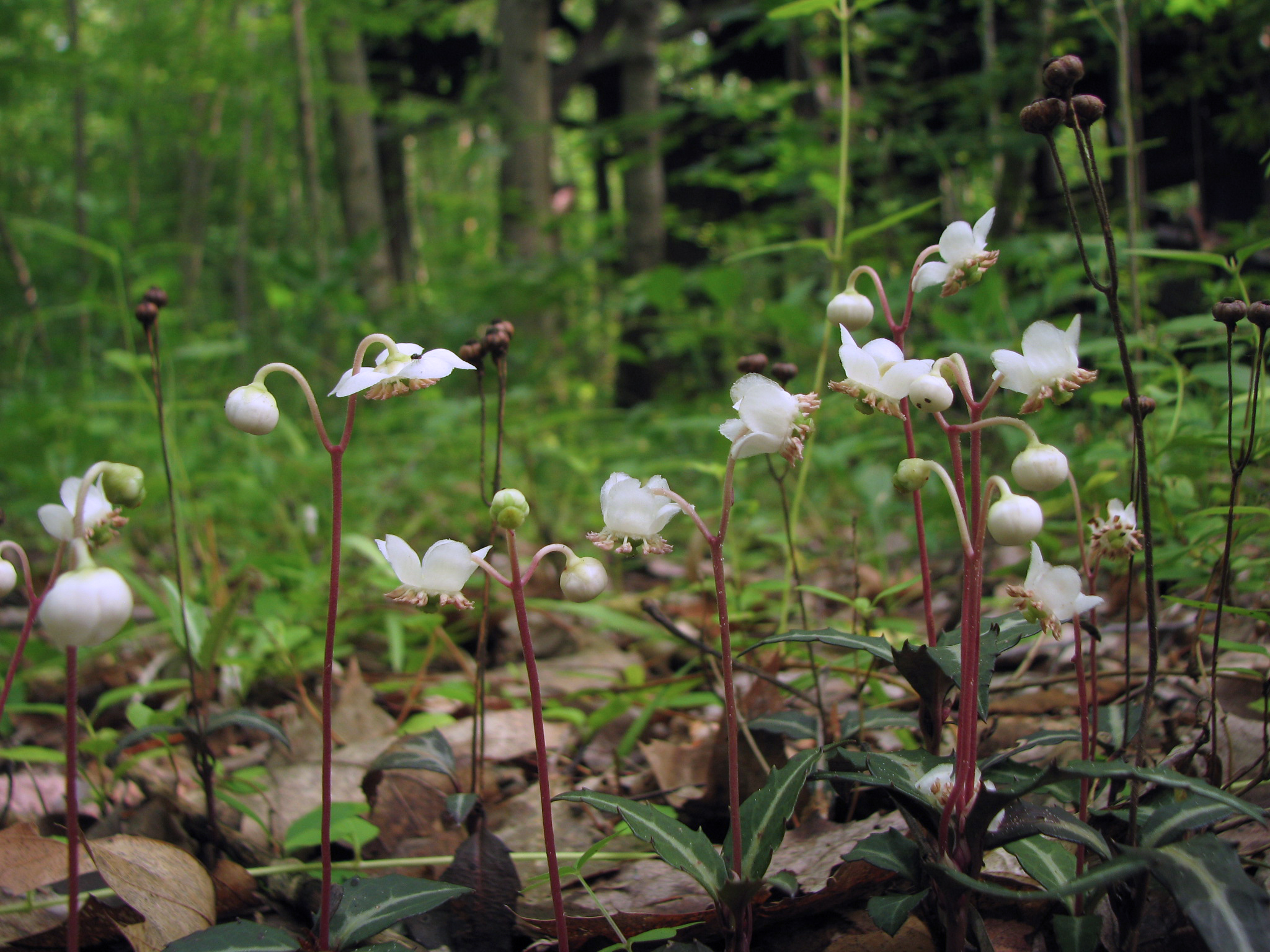
Chimaphila maculata
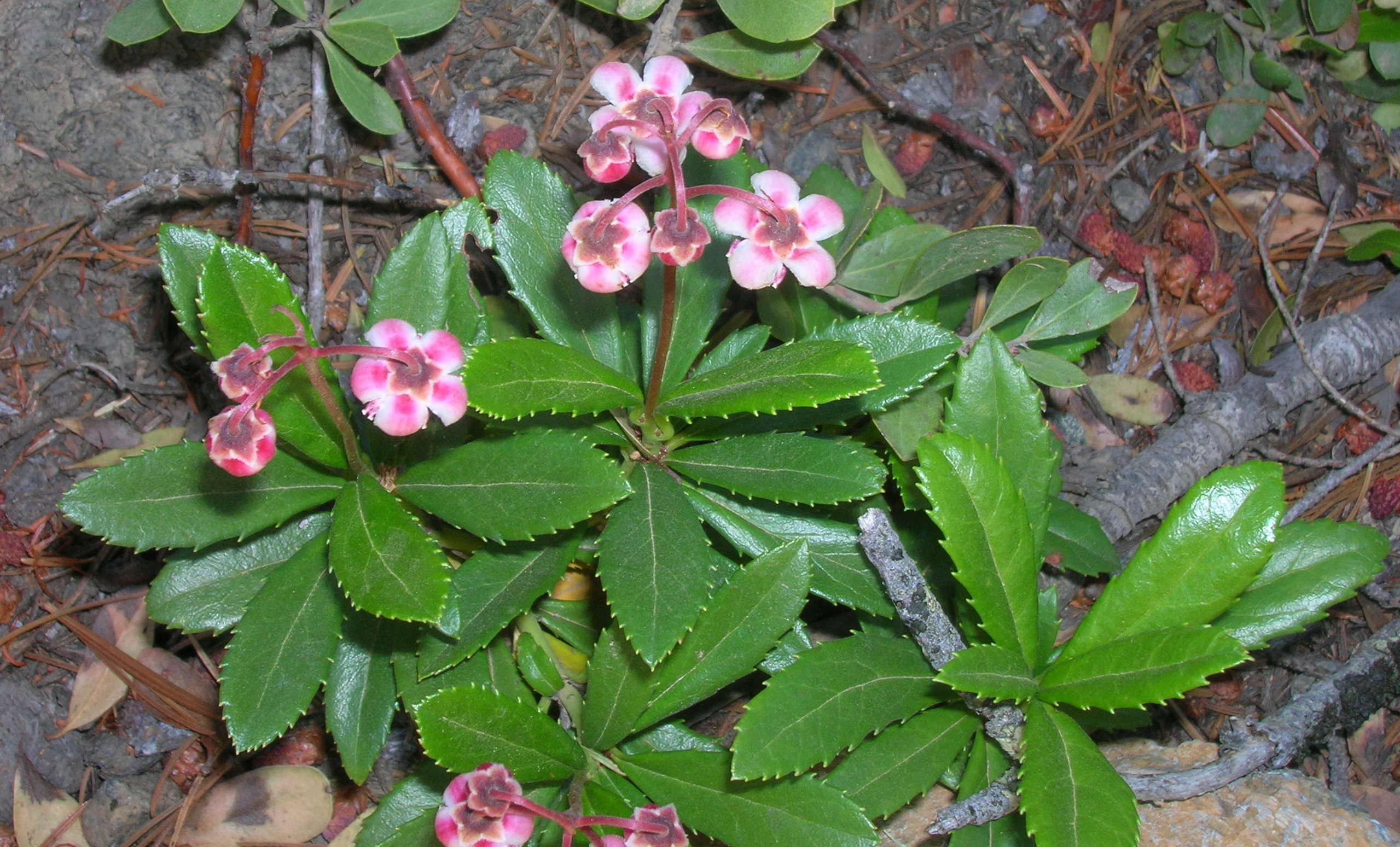
Chimaphila menziesii
- Chimaphila monticola
- Chimaphila umbellata

- Chimaphila japonica
- Chimaphila maculata
- Chimaphila umbellata

... · 
Acrothamnus · 
Acrotriche · 
Agapetes · 
Agarista · 
Andersonia · 
Andromeda · 
Arbutus · 
Arctostaphylos · 
Calluna · 
Cassiope · 
Chimaphila · 
Daboecia · 
Dracophyllum · 
Empetrum · 
Enkianthus · 
Erica (Dophei) · 
Kalmia · 
Leptecophylla · 
Moneses · 
Monotropa · 
Orthilia · 
(Oxycoccus (Veenbes)) · 
Pieris · 
Pyrola (Wintergroen) · 
Rhododendron (Rododendron) · 
Vaccinium (Bosbes) . 
Woollsia . 
...